# Accent Jobs
Accent is een Belgisch uitzendbureau met hoofdkantoor in Roeselare. Het bedrijf maakt deel uit van House of HR, dat sinds 2022 in handen is van het Amerikaanse investeringsfonds Bain Capital. Accent telt circa 1.200 eigen medewerkers, verspreid over meer dan 250 kantoren in België.
Het bedrijf groeide van één kantoor in 1995 naar meer dan 250 kantoren in 2025. Het biedt werk aan op uitzendbasis, maar rekruteert ook voor vaste jobs. Jaarlijks stelt Accent meer dan 18.000 mensen tewerk.

## Geschiedenis
Het uitzendbureau werd in 1995 opgericht door Conny Vandendriessche en Philip Cracco. Het eerste Accent-kantoor in Roeselare lag aan de basis van wat de uitzendgroep en holding House of HR zou worden, opgericht in 2012. De holding maakte verdere overnames mogelijk. In 2014 verliet mede-oprichter Cracco het bedrijf.
In 2014 kwam Accent Jobs in het nieuws dankzij de LuxLeaks. Het bedrijf had in 2009 haar bedrijfssoftware in een nieuw Luxemburgs bedrijf had ondergebracht en vervolgens royalty's geïnd op het gebruik van de software. Dankzij het toen geldende voordelige belastingregime met betrekking tot intellectueel eigendom, hoefde er in Luxemburg over de eerste tachtig procent van die royalty's géén belasting betaald te worden. Drie jaar later startte het gerecht in België alsnog een onderzoek en werd een aantal vestigingen in verschillende landen binnengevallen van de Belgische groep van uitzend- en selectiekantoren Accent Jobs for People, waaronder ook het hoofdkantoor in Roeselare. Uiteindelijk werd eind 2017 een schikking getroffen met de Belgische fiscus.

### Belangrijke mijlpalen
- 1995: Oprichting in Roeselare
- 2001: Accent haalt € 2,25 miljoen omzet
- 2004: 55 kantoren, eerste vestiging in Wallonië
- 2012: Oprichting House of HR; Naxicap wordt aandeelhouder
- 2014: Naxicap wordt meerderheidsaandeelhouder; Philip Cracco verlaat het bedrijf
- 2016: Accent overschrijdt de kaap van € 1 miljard omzet
- 2021: House of HR realiseert € 2,2 miljard omzet en € 263 miljoen EBITDA
- 2022: Bain Capital wordt hoofdaandeelhouder van House of HR[1]

### CEO's
- 2014: Eerste externe CEO: Jérôme Caillie
- 2017: Rika Coppens wordt CEO van Accent en later ook van House of HR
- 2020: Anouk Lagae volgt Coppens op als CEO van Accent
- 2024: Stijn Vandervorst wordt CEO van Accent[5]   Rika Coppens blijft CEO van House of HR.

## Activiteiten
Accent is actief in velerlei sectoren zoals bouw, techniek, industrie, productie, transport, logistiek, office en sales, horeca en retail.

### Dochterbedrijven
Sinds 2016 werden diverse dochterbedrijven opgericht:
- 2016: Jobroad – bemiddeling voor mensen met afstand tot de arbeidsmarkt
- 2017: NOWJOBS – digitale uitzendpartner voor studenten en bijverdieners
- 2018: CTRL-F – jobs in engineering, finance, sales & marketing en science
- 2019: GIGHOUSE – freelance matching
- 2020: Talent Lab – HR-opleidingen en ontwikkeling
- 2021: Sixie – community van actieve 60-plussers

## Buitenlandse activiteiten
Sinds 2008 bouwt Accent via 'Foreign-kantoren' een internationaal netwerk uit om persomeel aan te trekken voor knelpuntberoepen in België. Er zijn kantoren in Portugal, Spanje, Polen en Roemenië en samenwerkingen met onder meer Moldavië, Tsjechië, Slovakije, Hongarije en Bulgarije.

## Digitaal aanbod
In 2019 kwam Accent met de app MyAccent voor kandidaten. Deze biedt ondersteuning bij sollicitaties, onboarding en documentbeheer.
NOWJOBS heeft een aparte app voor studenten en bijverdieners, en GIGHOUSE lanceerde een app voor freelancers.

## Awards
- Great Place to Work (2018)
- HR Excellence Award (2024)
- Trends Impact Award (2024)
- Committed Badge EcoVadis (2024)
- Actiris Diversiteitslabel (2024)
- Trends Manager van het Jaar voor Rika Coppens (2023)[8]

## Overnames en expansie House of HR
House of HR is uitgegroeid tot Europese HR-groep, actief in België, Nederland, Frankrijk en Duitsland. De holding groeide via overnames van onder andere:
- Covebo, Abylsen, Continu (2015)
- Vialegis, Redmore (2017)
- TIMEPARTNER, Avanti, Solyne, Cohedron (2021)
- SOLCOM, TMI en 14 andere boutiques (2022)

In 2023 werd een hoofdkantoor voor de holding geopend in Kortrijk onder de naam 'The Crib'.